# Parachorema bifidum
Parachorema bifidum är en nattsländeart som beskrevs av Schmid 1957. Parachorema bifidum ingår i släktet Parachorema och familjen Hydrobiosidae. Inga underarter finns listade i Catalogue of Life.

## Bildgalleri

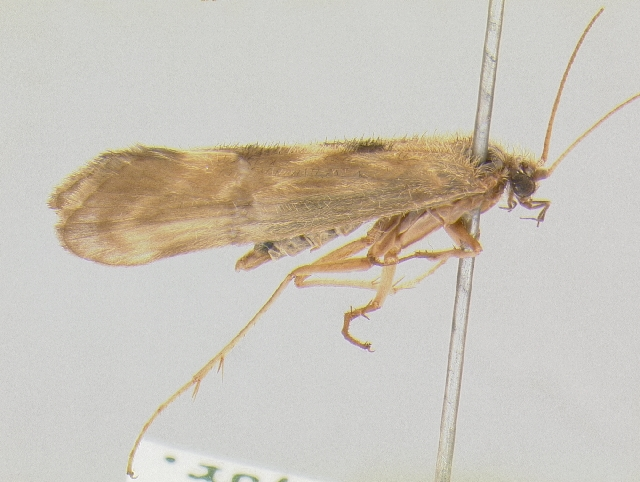